# すながわリバーズ
すながわリバーズ（英語: Sunagawa Riverz）は、かつて存在した日本のプロ野球球団。北海道砂川市を拠点に活動していた。
2022年から2023年まで、独立リーグの北海道ベースボールリーグに所属し、リーグ戦に参加していた。2024年にリーグ脱退を表明したあとはチームを編成できるだけの選手が在籍しておらず、チーム側からの発表も途絶えており（ウェブサイトもアクセス不可に）、事実上活動を休止している。

## 概要
北海道ベースボールリーグが、北海道フロンティアリーグと分裂した後の2022年からの参加球団である。
「すながわリバーズ」は当初、砂川に拠点を置く自然化粧品大手の株式会社シロが設立した子会社「株式会社すながわリバーズ」（資本金5,000万円）が運営する予定であり、善岡雅文砂川市長も同席し設立記者会見もおこなったが、2021年11月5日、株式会社シロが球団経営から撤退し、地元有志が新たに設立する一般社団法人の運営となる旨が告知される。なお、株式会社すながわリバーズは2022年3月28日に会社清算され閉鎖している。
球団名は砂川市の砂川と、砂川市の歴史は石狩川とともにあったということから、「すながわリバーズ」となった。なお、当初報道では「砂川ドリームリバーズ」とされていた。リーグウェブサイトの試合結果においては「砂川」と略称表記されている。
球団代表は当初、株式会社シロの代表取締役であった福永敬弘が務め、シロ子会社「株式会社すながわリバーズ」が経営面を、有志による任意団体「すなリバ応援団」（齊藤邦宏代表）が運営を担うことで、両者の協業により持続的な球団運営を図ると発表されていたが、上述の運営団体変更により球団経営についても新たに設立された「一般社団法人すながわリバーズ」（前述の斎藤邦宏が代表）が担うこととなった。

### 開催球場
開幕前に発表された日程では砂川市営野球場での開催がメインとなっており、ナイターでの開催時に滝川市営球場が使われる。2022年は1試合だけ深川市民球場、浦臼町ふるさと運動公園野球場も使用される予定となっていた。実際には使用球場の変更（中止振替に伴うものを含む）があり、深川での開催が増える一方、浦臼での開催はなかった。
2023年の当初日程では、砂川市営が10試合、深川市民が5試合のほか、新十津川町ピンネスタジアムで1試合、本来は富良野のホーム球場である芦別市民球場で1試合が予定されていた。その後、旭川ビースターズのホームゲームとなっていた砂川市営の1試合がすながわホームに変更され、同球場での主催試合は11試合となった。
| 球場名                     | 2022年 | 2023年 | 合計 |
| -------------------------- | ------ | ------ | ---- |
| 砂川市営野球場             | 13     | 11     | 24   |
| 深川市民球場               | 3      | 5      | 8    |
| 滝川市営球場               | 4      | 0      | 4    |
| 新十津川町ピンネスタジアム | 0      | 1      | 1    |
| 芦別市民球場               | 0      | 1      | 1    |

## 沿革

### 2021年
- 10月16日 - リーグの公式Twitterにおいて、2022年シーズンからすながわリバーズが加入することが発表される[9]。また、福永敬弘（株式会社すながわリバーズ代表取締役）および善岡雅文（砂川市長）による設立記者発表が行われた[1]。
- 11月5日 - 「「すながわリバーズ」運営母体変更に関するお知らせ」がリリースされ、運営母体がシロ子会社ではなく、地元有志が設立する任意団体となることが発表される[2]。

### 2022年
- 4月21日 - 佐藤明義が初代監督に就任することが発表[10]。
- 5月14日 - 初の公式戦となる対富良野ブルーリッジ戦が砂川市営球場で開催され[11][12]、14-6で勝利した[13]。
- 9月4日 - 対富良野戦に勝利して初のシーズン優勝を達成[14]。
- 9月9日 - 元日本ハムファイターズ投手の斎藤佑樹を招聘した特別講演会を砂川市で開催[15]。

### 2023年
- 3月3日 - 監督の佐藤の留任が発表される[16]。
- 9月18日 - この日の対旭川ビースターズ戦に勝利して、2年連続のリーグ優勝を達成[17]。なお、当日の試合を前に監督の佐藤が出場選手登録をおこない、選手兼任監督となった[18]。
- 9月23日 - 旭川との混成チームで、巨人三軍との交流戦を読売ジャイアンツ球場で実施（0-14で敗戦）[19][20]。
- 11月9日 - リーグより、2023年度限りでリーグを脱退すると発表される[21]。代表の齊藤邦宏は北海道新聞の取材に対して「チームの方向性については、今後検討していきたい」と述べた[22]。
- 12月8日 - 自由契約となった選手をX（旧Twitter）で発表し[23]、これにより在籍選手は兼任の監督を含めて4人のみとなる。残った選手の処遇については以後発表されていない。

### 2024年
- 1月19日 - 球団ウェブサイトに、北海道ベースボールリーグ退会に至った理由を掲載し、「各球団でリーグ運営の費用や運営スタッフを配置しながらリーグを運営していかなければならない点においての球団側の負担の大きさや、スポンサー収入に頼る現在の独立リーグのビジネスモデルの中、収入の確保など今後の持続可能性を考えた結果」であるとした[24]。同年7月時点で、サイトにはアクセスできなくなっている。

## 成績
| 年度 | 監督     | 順位 | 試合 | 勝利 | 敗戦 | 引分 | 勝率 | ゲーム差 |
| ---- | -------- | ---- | ---- | ---- | ---- | ---- | ---- | -------- |
| 2022 | 佐藤明義 | 1    | 39   | 27   | 8    | 4    | .771 | 9.5※     |
| 2023 | 佐藤明義 | 1    | 36   | 20   | 16   | 0    | .556 | 1.0※     |

- 年度の金地は優勝
- ※優勝の場合は2位とのゲーム差。

## 在籍した主な選手
- 橘八重龍誠
- 佐藤明義 - 選手兼任監督。なお、2023年シーズンの最終戦のみ選手兼任で、2022年からその試合までは監督専任。

## 歴代監督
- 佐藤明義（2022年 - 2023年）

## 球団歌
砂川市出身のメンバーを含む男性4人組グループSnugs（スナッグス）が作詞・作曲した「Never give up」が公式テーマソングとして定められている。